# Dysidea conica
Dysidea conica är en svampdjursart som beskrevs av James Scott Bowerbank 1873. Dysidea conica ingår i släktet Dysidea och familjen Dysideidae.
Artens utbredningsområde är havet kring Sri Lanka. Inga underarter finns listade i Catalogue of Life.